# 7166 Кеннеді
7166 Кеннеді (7166 Kennedy) — астероїд головного поясу, відкритий 15 жовтня 1985 року.
Тіссеранів параметр щодо Юпітера — 3,493.
Названий на честь Малкольма Кеннеді, секретаря Астрономічної спілки Глазгоу